# Mattagami River
Der Mattagami River (französisch Rivière Mattagami) ist ein Fluss im Einzugsgebiet der Hudson Bay im nördlichen Ontario in Kanada.

## Geographie
Der Mattagami River hat eine Gesamtlänge von 443 km (vom Ende des Lake Minissinakwa).
Der Flusslauf liegt im Bereich des Kanadischen Schilds. Er durchfließt Timmins und weiter in nördlicher Richtung zur Portage Island im Norden des Cochrane Districts. Hier bildet der Mattagami zusammen mit dem Missinaibi River den Moose River – etwa 100 km vor dessen Mündung in die James Bay.
Der Fluss fließt durch die Stadt Timmins sowie durch Smooth Rock Falls.
An der Stelle, wo der Groundhog River und Kapuskasing River in den Mattagami River münden, betreibt die Ontario Power Generation einen über 5 km langen Damm.
Der Name des Mattagami River kommt aus der Sprache der Ojibwe und bedeutet entweder „Beginn des Wassers“ (maadaagami) oder „turbulentes Wasser“ (madaagami).

## Zuflüsse
- Kapuskasing River
  - Nemegosenda River
  - Kapuskasing Lake
    - Chapleau River
- Groundhog River
  - Ivanhoe River
  - Nat River
- Kamiskotia River
- Grassy River
- Tatachikapika River
- Mattagami Lake
  - Minisinakwa River
    - Nabakwasi River
    - Noble River

## Wasserkraftwerke
Die Ontario Power Generation (OPG) betreibt mehrere Wasserkraftwerke entlang dem Mattagami River.
In Abstromrichtung sind das:
| Name           | Fertig- stellung | Leistung [MW] | Anzahl Turbinen | hydraul. Potential [m] |
| -------------- | ---------------- | ------------- | --------------- | ---------------------- |
| Wawaitin       | 1912–1918/2010   | 15            | 2               | n/a                    |
| Sandy Falls    | 1911/2010        | 5,5           | 1               | n/a                    |
| Lower Sturgeon | 1923/2010        | 14            | 2               | n/a                    |
| Island Falls   | im Bau           | 20            | 2               | 15                     |
| Little Long    | 1963             | 137 (+66,5)   | 2 (+1)          | 26,5                   |
| Smoky Falls    | 1926/im Bau      | 267,9         | 3               | 34,8                   |
| Harmon         | 1965             | 141 (+78,3)   | 2 (+1)          | 31,1                   |
| Kipling        | 1966             | 155 (+78,3)   | 2 (+1)          | 30,5                   |

Im Rahmen des Lower Mattagami-Projekts erhöht OPG seit 2010 die Kraftwerkskapazitäten am Unterlauf des Mattagami River. Dies geschieht in Zusammenarbeit mit der Moose Cree First Nation.
Das Wasserkraftwerk Smoky Falls wird seit 2011 erneuert und erhält 3 Turbinen mit einer Gesamtleistung von 267,9 MW. Seit 2010 erhalten die Wasserkraftwerke Harmon und Kipling jeweils eine zusätzliche 78,3 MW-Turbine, sowie Little Long eine zusätzliche 66,5 MW-Turbine.
Außerdem wurden am Oberlauf des Mattagami River die Wasserkraftwerke Wawaitin, Sandy Falls und Lower Sturgeon Ende 2010 fertiggestellt und ersetzen veraltete Vorgänger-Bauten. Mit Island Falls entsteht ein neues Wasserkraftwerk am Fluss.